# Camille Eschassériaux
Pour les articles homonymes, voir Eschassériaux.
Camille Eschassériaux, né le 7 septembre 1800 à Paris et mort le 2 juin 1834 à Saintes, était un homme politique français.

## Biographie
Il est le fils du baron Joseph Eschassériaux et le petit-fils par sa mère du scientifique Gaspard Monge. 
Il est propriétaire à Thénac et devient sous la Restauration conseiller général de la Charente-Inférieure.
En 1831 son oncle le député René Eschassériaux, âgé et malade, ne peut se représenter aux élections. Les libéraux le choisissent alors comme candidat et il est élu par le collège de Saintes, avec 395 voix pour 477 votants et 607 inscrits. Eschassériaux siège au centre-gauche avec les partisans du mouvement et s'oppose ainsi au ministère de Casimir Perier. Il signe le compte-rendu des députés d'opposition en 1832 puis propose en 1833 un amendement supprimant le traitement accordé aux évêchés par le Concordat de 1801, mais cette proposition est rejetée par le gouvernement. 
Eschassériaux meurt quelques mois plus tard en cours de mandat, à seulement 33 ans.

## Source
- « Camille Eschassériaux », dans Adolphe Robert et Gaston Cougny, Dictionnaire des parlementaires français, Edgar Bourloton, 1889-1891 [détail de l’édition]